# 以伊利沙伯二世命名的事物
 

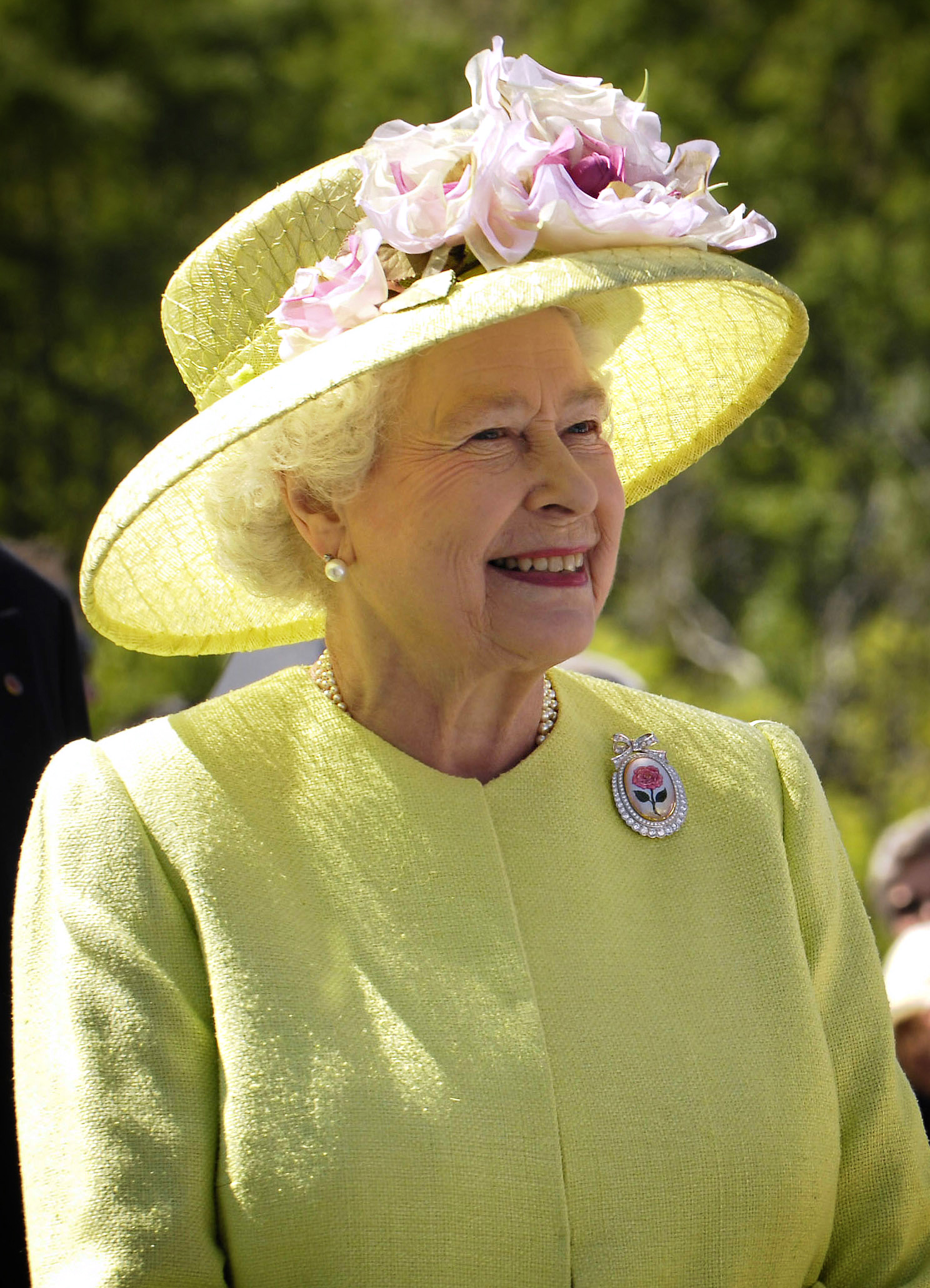
伊利沙伯二世於1952年2月6日至2022年9月8日期間為英國及其他英聯邦國家的君主。

這是以伊利沙伯二世命名的地点、建筑物、道路和其他事物的列表。它按類別劃分，並注明每個事物的位置。

## 獎項及紀念徽章
- ：
  -  新南威爾士州：雪梨蘭域馬場伊麗莎白女王錦標賽（英语：Queen Elizabeth Stakes (ATC)）
  -  維多利亞州：墨爾本費明頓馬場伊麗莎白女王錦標賽（英语：Queen Elizabeth Stakes (VRC)）
- 加拿大：女王射擊冠軍勳章（英语：Queen's Medal for Champion Shot）
  -  安大略省：伊麗莎白公主錦標賽（英语：Princess Elizabeth Stakes (Canada)）
- 香港：沙田區沙田馬場女皇盃與女皇銀禧紀念盃
- 日本：京都市伏見區京都競馬場
- 新西兰：女王功績勳章（英语：RoyalQueen's Service Order）
- 英国：伊麗莎白十字勳章
- 英国：女王企業獎（英语：Queen's Awards for Enterprise）
- 英国：女王企業促進獎（英语：Queen's Award for Enterprise Promotion）
- 英国：女王馬術獎（英语：Queen's Award for Equestrianism）
- 英国：女王林業獎（英语：Queen's Award for Forestry）
- 英国：女皇志願組織慈善服務獎
- 英国：女王英勇勳章（英语：Queen's Gallantry Medal）（也授予英聯邦公民）
- 英国：女王詩歌金獎（英语：Queen's Gold Medal for Poetry）（也授予英聯邦公民）
- 英国：伊麗莎白二世加冕獎（英语：Queen Elizabeth II Coronation Award）
- 英国：伊麗莎白女王工程獎（英语：Queen Elizabeth Prize for Engineering）
- 英国：女王音樂獎（英语：Queen's Medal for Music）
- 英国：
  -  英格兰：伊麗莎白公主挑戰盃（英语：Princess Elizabeth Challenge Cup）
  -  英格兰：伊麗莎白公主錦標賽（英语：Princess Elizabeth Stakes）
  -  英格兰：伊麗莎白二世錦標賽（英语：Queen Elizabeth II Stakes）
  -  英格兰：女皇伊利沙伯二世禧年錦標
- 美国：
  -  肯塔基州：莱克星敦基恩蘭賽馬場（英语：Keeneland）伊麗莎白二世挑戰盃錦標賽（英语：Queen Elizabeth II Challenge Cup Stakes）
- 英联邦：
  - 女王接力棒（英语：Queen's Baton Relay）
  - 女王的綠色樹冠（英语：The Queen's Green Canopy）
  - 伊麗莎白二世女王加冕勳章（英语：Queen Elizabeth II Coronation Medal）
  - 伊麗莎白二世女王銀禧勳章（英语：Queen Elizabeth II Silver Jubilee Medal）
  - 伊麗莎白二世女王金禧獎章（英语：Queen Elizabeth II Golden Jubilee Medal）
  - 伊麗莎白二世女王鑽禧勳章（英语：Queen Elizabeth II Diamond Jubilee Medal）
  - 伊麗莎白二世女王白金禧勳章（英语：Queen Elizabeth II Platinum Jubilee Medal）

### 已停頒
- 英国：女王陛下青年领袖奖

## 地理名稱

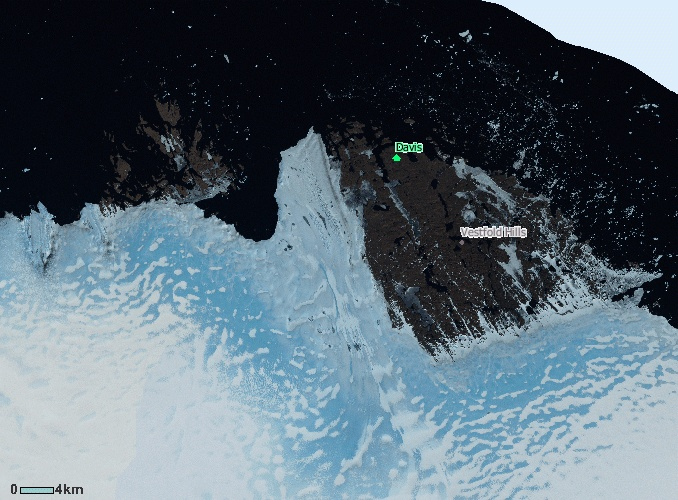
澳洲南極領地伊麗莎白公主地

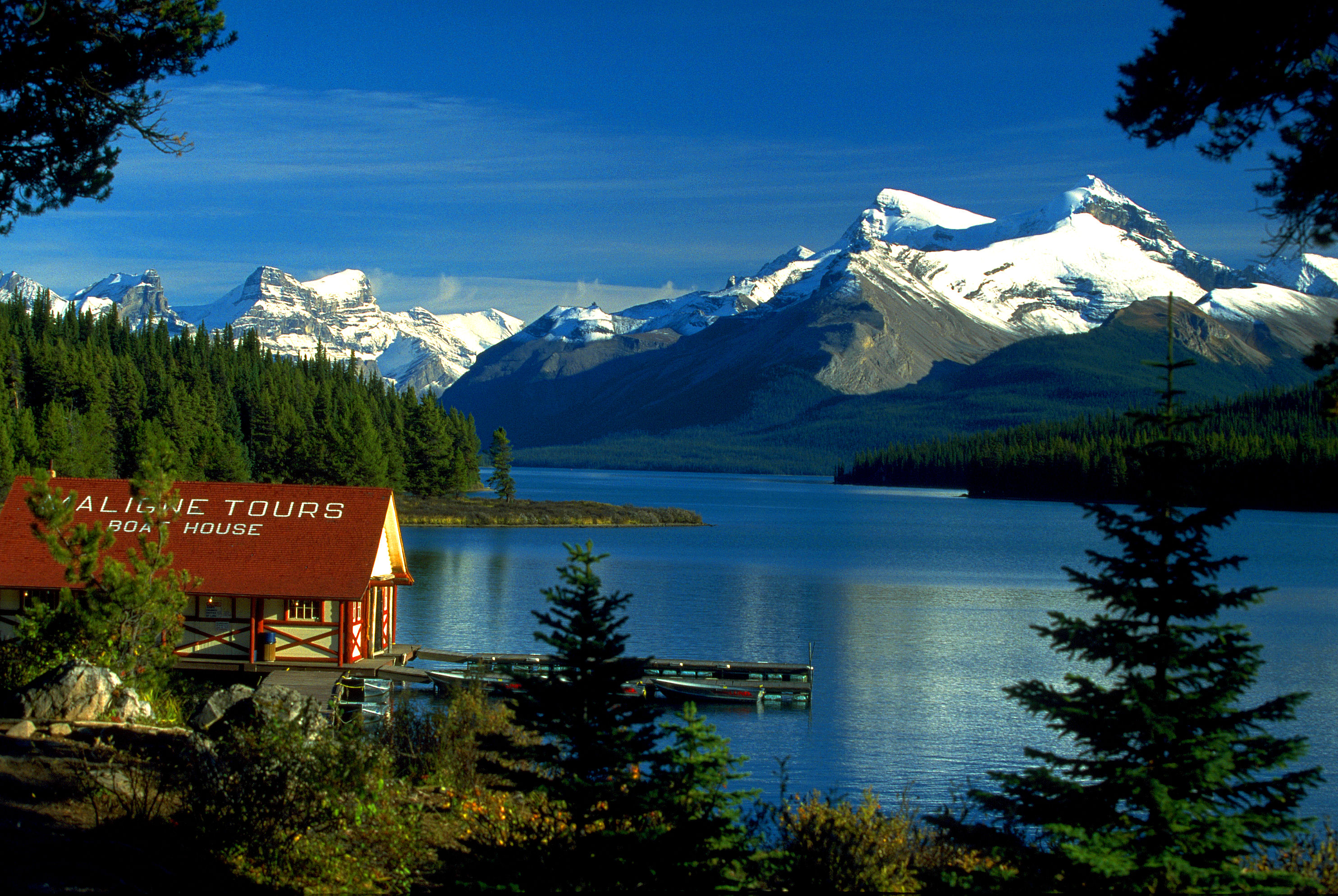
加拿大洛磯山脈的伊麗莎白女王山脈

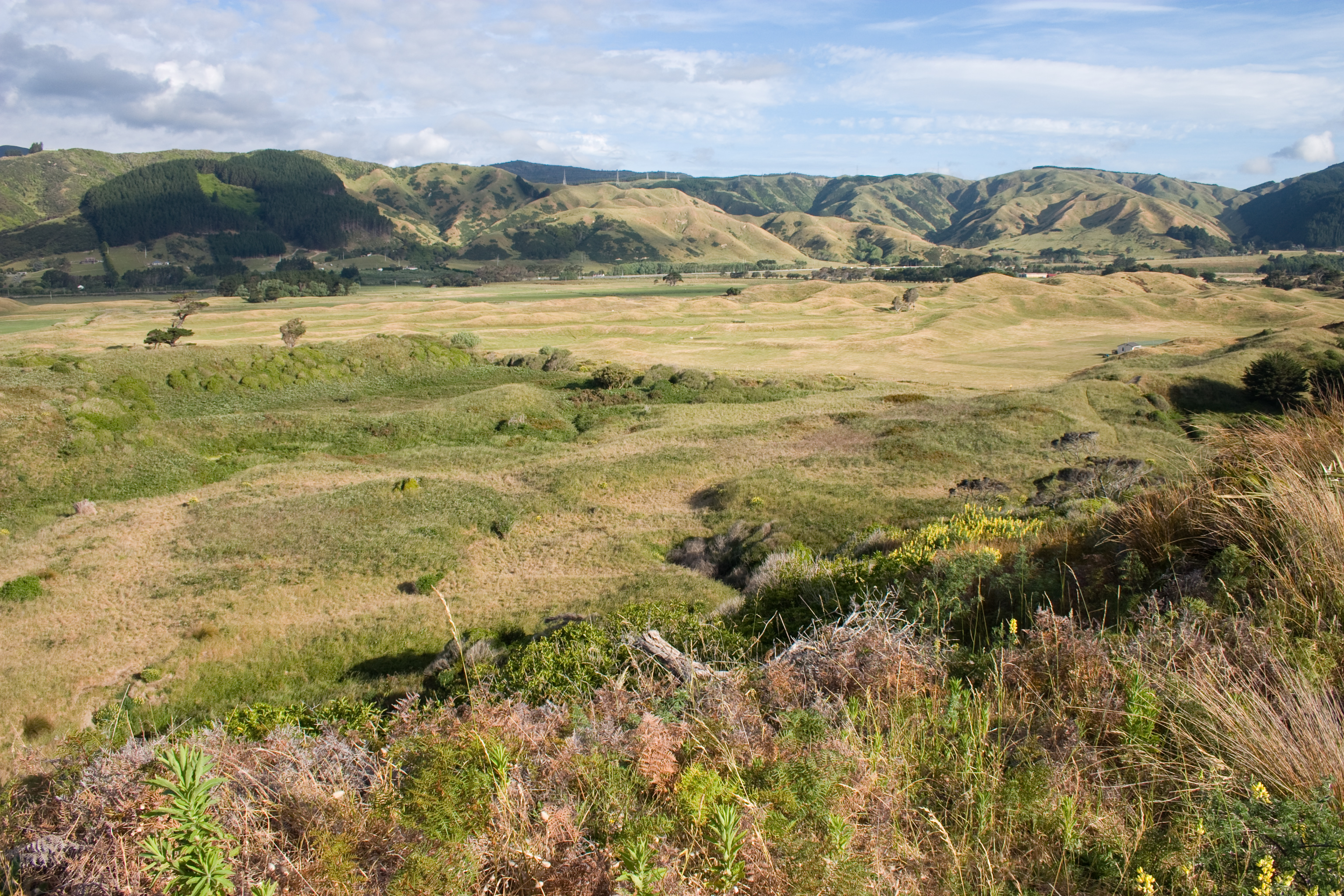
新西蘭惠灵顿大区北部新西蘭伊麗莎白女王公園的景色

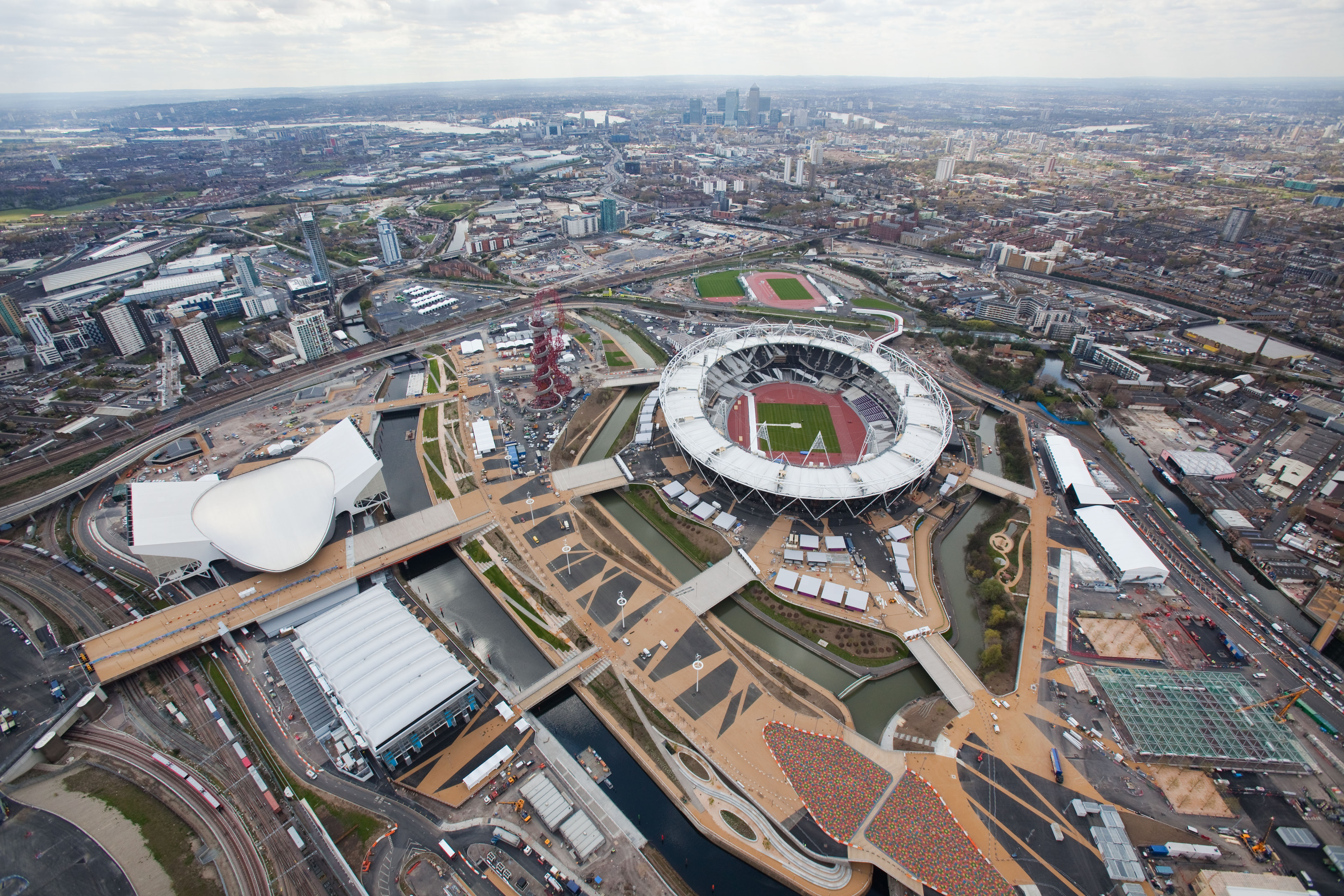
英國倫敦英女王伊麗莎白二世奧林匹克公園

- ：
  -  澳洲南極領地：伊麗莎白公主地
  -  澳大利亞首都領地：伊麗莎白二世女王島，位於堪培拉伯利·格里芬湖內的人工島
  -  塔斯馬尼亞州：伊麗莎白鎮（英语：Elizabeth Town, Tasmania）
  -  南澳大利亞州：伊麗莎白市（英语：City of Elizabeth）
- 加拿大：
  -  ：伊麗莎白女王省立公園（英语：Queen Elizabeth Provincial Park）
  -  ：伊麗莎白女王山脈
  -  ：伊麗莎白女王山脈
  -  ：伊丽莎白女王群岛
  -  努納武特地區：伊丽莎白女王群岛
  -  安大略省：女王伊麗莎白二世荒地省立公園（英语：Queen Elizabeth II Wildlands Provincial Park）
- 开曼群岛：大開曼女王伊麗莎白二世植物園（英语：Queen Elizabeth II Botanic Park）
- 新西兰：
  - 惠灵顿大区：伊麗莎白女王公園（英语：Queen Elizabeth Park, New Zealand）[1]
  -  罗斯属地：伊麗莎白女王嶺
- 法國：女王伊麗莎白二世花卉市場（法语：Marché aux fleurs Reine-Elizabeth-II）
- ：伊莉莎白港
- 新加坡：女皇鎮
- 南非：昆士堡（英语：Queensburgh），原名馬爾文，1953年為慶祝伊麗莎白二世加冕而改名
- 乌干达：伊丽莎白女王国家公园
- 英国：
  -  英格兰：倫敦伊麗莎白女王郊野公園（英语：Queen Elizabeth Country Park）
  -  英格兰：倫敦女王花園（英语：Queen's Gardens, Croydon）
  -  英格兰：倫敦英女王伊麗莎白二世奧林匹克公園
  -  英格兰：伊麗莎白女王鑽石禧木（英语：Queen Elizabeth Diamond Jubilee Wood）
  -  英属南极领地：伊利沙伯女皇地
- 美国：
  -  加利福尼亚州：伊麗莎白湖（英语：Lake Elizabeth (Fremont, California)）
  -  纽约市：女王伊麗莎白二世9月11日花園（英语：Queen Elizabeth II September 11th Garden）

### 已更名
- ：女王伊麗莎白二世國家公園，現名圭亞那國家公園

## 建築物
- ：

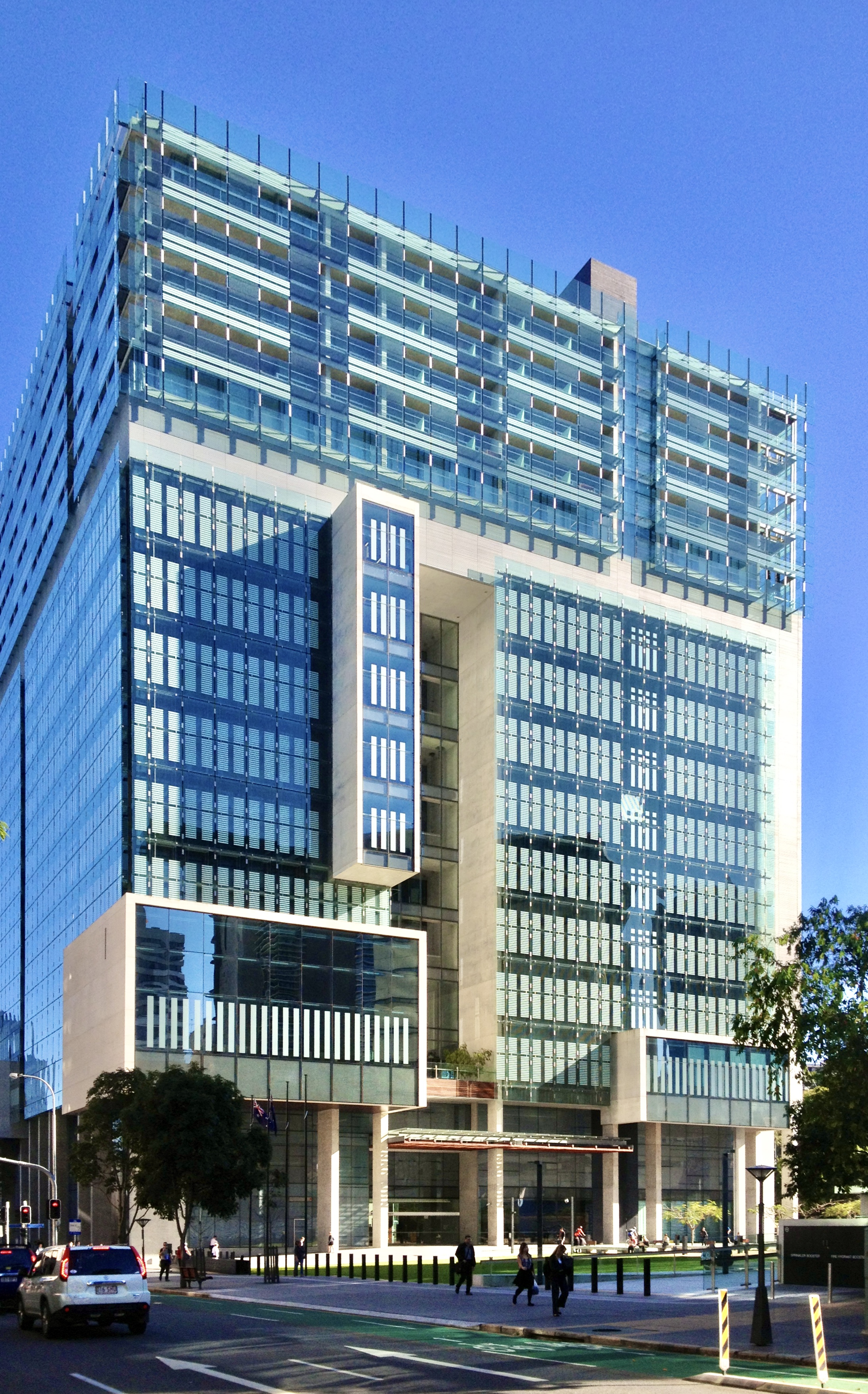
女王伊麗莎白二世法院，位於昆士蘭州布里斯班

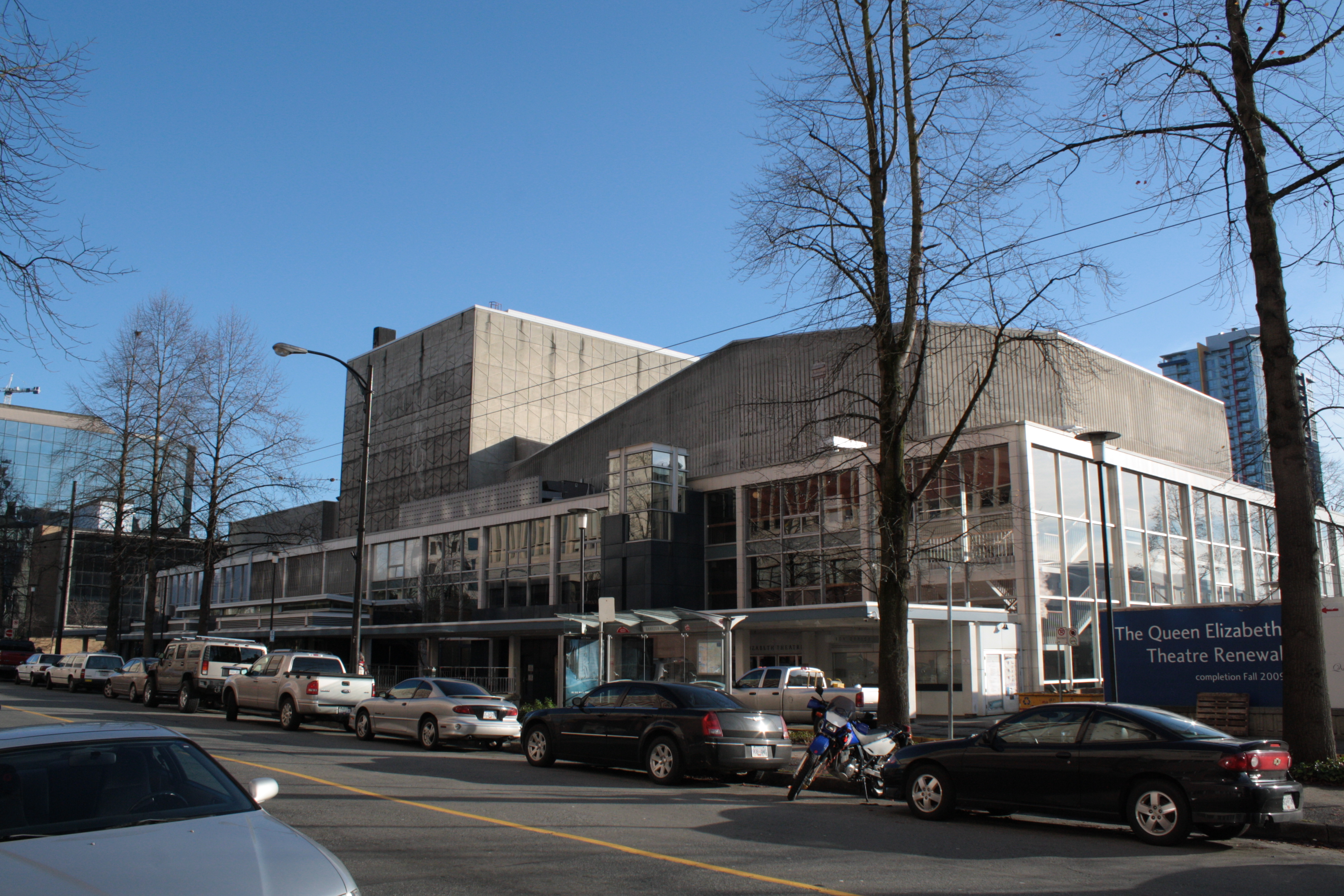
位於不列顛哥倫比亞省溫哥華的伊麗莎白女王劇院

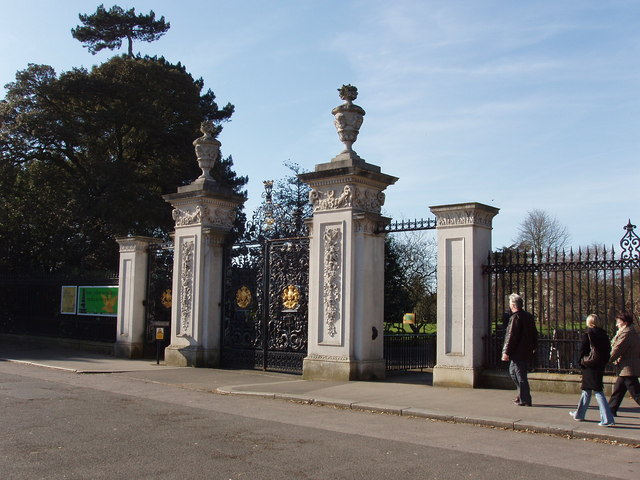
伊麗莎白門，基尤皇家植物園的入口

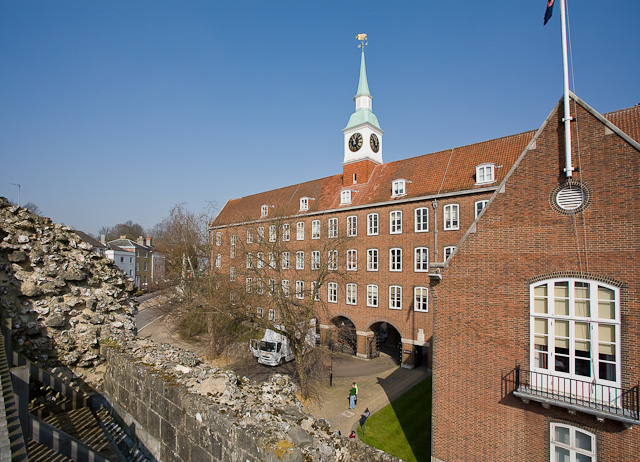
英國溫徹斯特的女王伊麗莎白二世法庭

  -  昆士兰州：布里斯班女王伊麗莎白二世法院（英语：Queen Elizabeth II Courts of Law, Brisbane）
  -  維多利亞州：巴拉瑞特女王伊麗莎白二世中心（英语：Queen Elizabeth II Center Ballarat）
- 加拿大：
  -  新斯科舍省：伊麗莎白二世女王健康科學中心（英语：Queen Elizabeth II Health Sciences Centre）
  -  ：愛德蒙頓伊麗莎白女王天文館（英语：Queen Elizabeth Planetarium）
  -  ：愛德蒙頓伊麗莎白女王泳池（英语：Queen Elizabeth Pool）
  -  ：溫哥華伊麗莎白女王劇院
  -  魁北克省：蒙特婁伊麗莎白女王酒店（英语：Queen Elizabeth Hotel）
  -  薩斯喀徹溫省：里賈納女王伊麗莎白二世法院（英语：Queen Elizabeth II Court (Regina, Saskatchewan)）
- 斐济：伊麗莎白女王兵營（英语：Queen Elizabeth Barracks, Suva）
- 香港：伊利沙伯中學
- 香港：伊利沙伯體育館
- 香港：伊利莎伯大廈
- 新西兰：女王伊麗莎白二世公園（英语：Queen Elizabeth II Park）[2]
- ：弗里敦女王伊麗莎白二世碼頭（英语：Queen Elizabeth II Quay）
- 英国：
  -  英格兰：倫敦伊麗莎白女王音樂廳
  -  英格兰：伦敦伊丽莎白塔
  -  英格兰：倫敦伊丽莎白线
  -  英格兰：倫敦希斯洛機場二號航廈
  -  英格兰：倫敦霍恩徹奇女王劇院（英语：Queen's Theatre, Hornchurch）
  -  英格兰：利物浦女王伊麗莎白二世法院（英语：Queen Elizabeth II Law Courts, Liverpool）
  -  英格兰：倫敦女王伊麗莎白二世中心（英语：Queen Elizabeth II Centre）
  -  英格兰：倫敦伊莉莎白二世大中庭
  -  英格兰：伊麗莎白女王學校，盧頓（英语：Queen Elizabeth School, Luton）
  -  英格兰：倫敦白金漢宮女王美術館
  -  英格兰：默西塞德郡伊斯特姆（英语：Eastham, Merseyside）女王伊麗莎白二世碼頭（英语：Queen Elizabeth II Dock）
  -  英格兰：莫爾西（英语：Molesey）女王伊麗莎白二世水庫（英语：Queen Elizabeth II Reservoir）
  -  英格兰：伊丽莎白女王医院（学校）（英语：Queen Elizabeth's Hospital）
  -  苏格兰：愛丁堡女王畫廊（英语：Queen's Gallery, Edinburgh）[3]

### 醫院
- 英国：
  -  英格兰：新女王陛下醫院（英语：New QEII Hospital）
  -  苏格兰：伊麗莎白女王大學醫院（英语：Queen Elizabeth University Hospital）
- 加拿大：
  -  愛德華王子島省：伊麗莎白女王醫院（夏洛特敦）（英语：Queen Elizabeth Hospital (Charlottetown)）
- ：
  -  南澳大利亞州：阿德萊德伊麗莎白女王醫院（英语：The Queen Elizabeth Hospital, Adelaide）
- 马来西亚：伊丽莎白女医院
- 马拉维：伊麗莎白女王中央醫院
- 香港：醫院

### 已廢除
- 新西兰：懷歐魯（英语：Waiouru）新西蘭國家軍事博物館（英语：National Army Museum (New Zealand)）
- 英国：希思羅機場女王大樓（建於1953年，2009年拆除）
- ：布里斯本昆士蘭運動中心（英语：Queensland Sport and Athletics Centre）

### 已更名
- 英国：倫敦女王大樓QEII 碼頭（英语：North Greenwich Pier）
- 香港：伊利沙伯女皇二世青年遊樂場館，現名麥花臣場館

## 道路
- 香港：伊利沙伯醫院路
- 香港：伊利沙伯醫院徑
- 英国：
  -  英格兰：女王道
  -  英格兰：伯明翰女王道（英语：Queensway, Birmingham）
  -  英格兰：斯蒂夫尼奇女王道（英语：Queensway, Stevenage）
  -  英格兰：特倫特河畔斯托克女王道（英语：A500 road）
  -  英格兰：威靈堡女王道（英语：Queensway, Wellingborough）
  -  直布罗陀：直布羅陀女王道（英语：Queensway, Gibraltar）
- 加拿大：多倫多市女王道（英语：The Queensway）
- 加拿大：伊麗莎白女王車道（英语：Queen Elizabeth Driveway）
- 加拿大：伊麗莎白公主大道（英语：Princess Elizabeth Avenue）

### 已更名
- 伊朗：伊麗莎白大道（英语：Keshavarz Boulevard），現名克沙瓦爾茲大道（英语：Keshavarz Boulevard）

## 人行道
- 英国：鑽禧走道（英语：Jubilee Walkway）
- 新加坡：伊麗莎白女王步道（英语：Queen Elizabeth Walk）

## 高速公路
- 加拿大：伊莉莎白王后道
- 加拿大：艾伯塔省 2 號高速公路（英语：Alberta Highway 2）

## 橋樑
- 英国：伊莉莎白二世女王大橋
- 英国：達特福德伊麗莎白女王大橋（英语：Queen Elizabeth II Bridge）
- 英国：金禧橋（英语：Golden Jubilee Bridges）
- 英国：
  -  英格兰：泰恩河伊麗莎白女王二世地鐵橋（英语：Queen Elizabeth II Metro Bridge）
  -  英格兰：伯克郡伊麗莎白女王大橋（英语：Queen Elizabeth Bridge）
  -  英屬維爾京群島：英屬維爾京群島伊麗莎白二世女王大橋（英语：Queen Elizabeth II Bridge, British Virgin Islands）
  -  苏格兰：阿伯丁伊麗莎白女王大橋（英语：Queen Elizabeth Bridge）

## 植物
- 羅莎“伊麗莎白女王”（英语：Rosa  'Queen Elizabeth'）

## 其他
- 香港：伊利沙伯女皇弱智人士基金理事會